# Józef Lubomirski (1751–1817)
Józef Lubomirski herbu Szreniawa bez Krzyża (ur. w 1751 roku – zm. 30 lipca 1817 roku w Równem) – polski książę Świętego Cesarstwa Rzymskiego, generał lejtnant wojsk koronnych, kasztelan kijowski, starosta romanowski, członek Zgromadzenia Przyjaciół Konstytucji Rządowej, wolnomularz, członek konfederacji targowickiej, kawaler maltański (w zakonie od 1804 roku, kawaler Honoru i Dewocji w Wielkim Przeoracie Katolickim w Rosji.

## Życiorys
Syn Stanisława Lubomirskiego wojewody kijowskiego i bracławskiego, rodzony brat Michała, również generała lejtnanta, dziedzic Równego z przyległościami. Żonaty z Ludwiką Sosnowską, niegdyś ukochaną Tadeusza Kościuszki, która wniosła mu w posagu olbrzymie dobra szarogrodzkie (jej ojciec hetman Józef Sylwester Sosnowski wygrał je w karty w 1768 roku). Mieli troje dzieci, Henryka Ludwika i Fryderyka Wilhelma oraz córkę Helenę.
Od 1774 roku starosta romanowski i dowódca chorągwi pancernej. Poseł na sejm 1778 roku z województwa kijowskiego. Poseł na sejm 1782 roku z województwa kijowskiego. W latach 1786–1788 szef 12 regimentu pieszego koronnego. Potem szef 5 regimentu konnego koronnego. W 1791 roku wziął pożyczkę w banku holenderskim pod zastaw majątku Równe. Generał lejtnant z 1792 r. Był członkiem konfederacji Sejmu Czteroletniego. Poparł Konstytucję 3 Maja, jednak nie walczył w jej obronie, wymawiając się złym stanem zdrowia. Pozostał w służbie za czasów przejęcia władzy przez Konfederację Targowicką, przydzielony do 4 Dywizji w Kamieńcu Podolskim. Rychło zredukowany ze względu na brak znajomości służby liniowej. Od 1790 r. kasztelan kijowski.
Początkowo jeden z najbogatszych magnatów polskich. Pionier uprzemysłowienia kraju. Zakładał manufaktury i fabryki m.in. znaną wytwórnię fajansu w Korcu. W grudniu 1794 roku w obliczu bankructwa przekazał cały swój majątek żonie Ludwice Sosnowskiej, która doprowadziła go do dobrego stanu.
Był członkiem loży wolnomularskiej Doskonała Tajemnica w 1786 roku i mistrzem loży Polak Dobroczynny w 1787 roku.
Kawaler Orderu Orła Białego i Orderu Świętego Stanisława, w 1773 roku odznaczony został Orderem Świętego Huberta.
Założyciel Józefgrodu, czyli późniejszej Bałty.